# New Brunswick Route 2
Die Route 2 in der kanadischen Atlantikprovinz New Brunswick ist Teil des Trans-Canada-Highway-Systems. Weiterhin ist er, als sogenannte Core Route, Bestandteil des kanadischen National Highway System. Dieser Highway beginnt als Fortsetzung der Route 185 der Nachbarprovinz Québec und endet an der östlichen Provinzgrenze zu Nova Scotia, er wird dort als Highway 104 weitergeführt.

## Streckenverlauf

### Québec – Woodstock

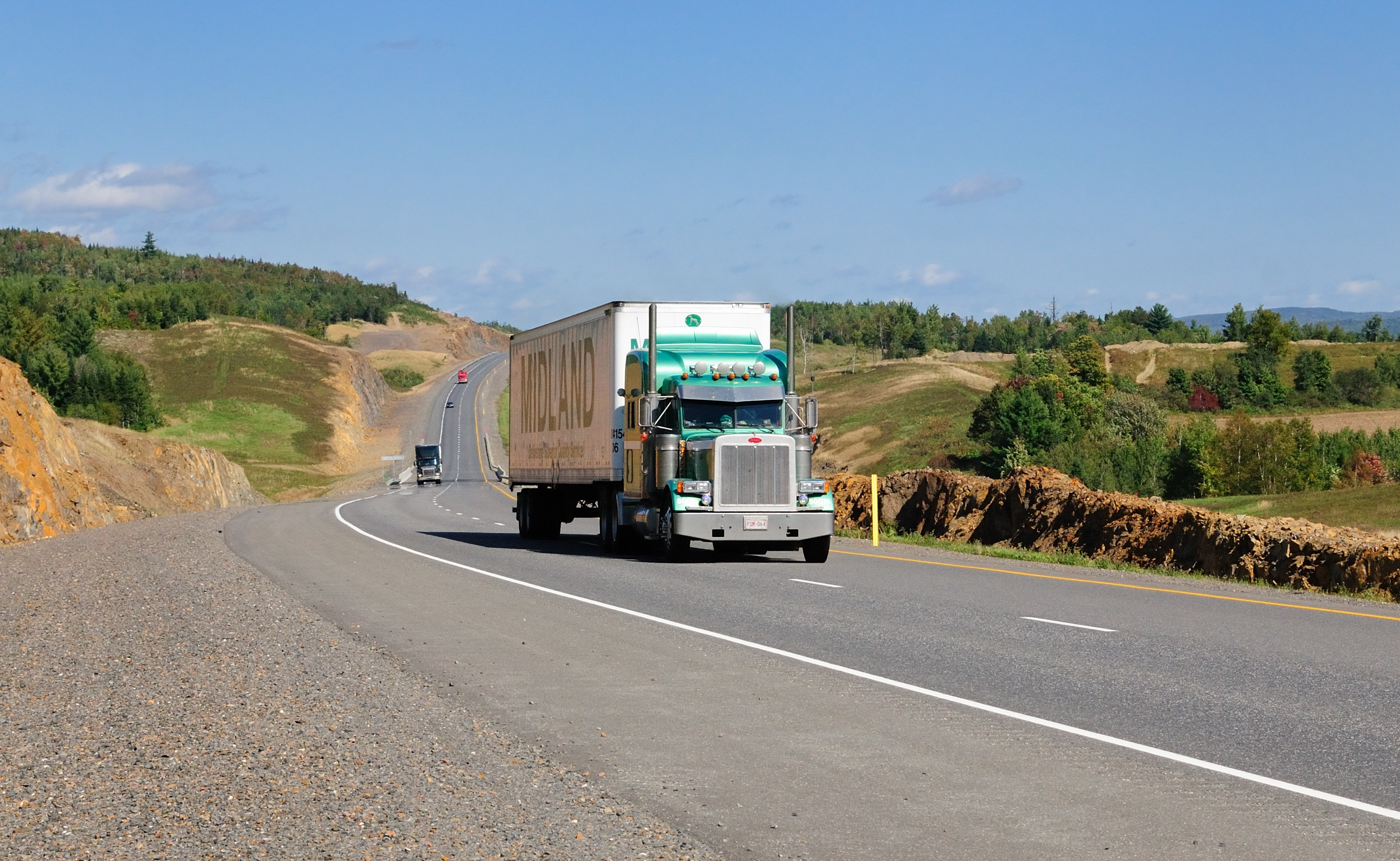
Route 2 im York County

Der Highway beginnt bei Edmundston an der Grenze zu Québec. Dort wird dieser Highway als Route 185 geführt, ist in Québec zweispurig ausgebaut. Ab der Provinzgrenze ist dieser Highway durchgängig vierspurig ausgebaut. 9 km hinter der Provinzgrenze kommt der Ort Edmundston. Dort trifft der Highway auf die Grenze zwischen Kanada und den Vereinigten Staaten. Dieser folgt der Highway auf der östlichen Seite weitgehend bis Woodstock. Vom Highway aus führen immer wieder untergeordnete Straßen, von denen dann auch ein Übergang in den Bundesstaat Maine in den Vereinigten Staaten möglich ist. Ca. 60 km nach Beginn des Highways bei Saint-Léonard, trifft dieser auf Route 17. Diese führt in nordöstlicher Richtung nach Tide Head, nach Südost über den Saint John River zum U.S. Highway 1. Wie auch die Staatsgrenze wendet sich auch die Route 2 nun nach Süden.

### Woodstock – Moncton
Bei Woodstock zweigt nach Westen hin die Route 95 ab, die ab der US-amerikanischen Grenze als Interstate 95 entlang der Atlantikküste bis in den Süden Floridas nach Miami führt. Route 2 verläuft nun nach Osten hin zum Großraum Fredericton, der Hauptstadt der Provinz. Westlich von Fredericton zweigt Route 3 nach Süden hin ab und führt nach St. Stephen. Die Route 2 selbst verläuft als Umgehungsstraße südlich der Stadt, die Routen 7 und 8 erschließen von der Route 2 die Zufahrt zur Stadt. Über eine Strecke von 12 km verläuft die Route 7 gemeinsam mit Route 2, zweigt dann jedoch nach Süden nach Saint John ab. Bei Coytown führt der Highway über den Saint John River. Es kreuzt Route 10, die nach Westen hin wieder nach Fredericton führt, nach Osten zur Route 1 bei Roachville. Bei River Glade mündet jedoch selbst Route 1 in die Route 2 ein.

### Moncton – Nova Scotia
Die Route führt weiter ostwärts in den Großraum Moncton, der zweitgrößten Stadt der Provinz. Auch hier nimmt der Highway seine Aufgabe als Umgehungsstraße war, führt jedoch nördlich der Stadt vorbei. Am Greater Moncton Roméo LeBlanc International Airport kreuzt die Route 15, die zum einen in die Stadt Moncton hineinführt, zum anderen nach Port Elgin. Die Route 2 wendet sich nach Südost und führt vorbei an der Stadt Sackville und trifft dort erstmals auf einen Ausläufer des Atlantiks. Kurz vor der Provinzgrenze zu Nova Scotia zweigt die Route 16 ab, die zuerst entlang der Grenze und dann über die Confederation Bridge nach Prince Edward Island führt. Der Highway endet mit der Grenze zu Nova Scotia am Missiquash River, er findet seine Fortsetzung als Highway 104.

## Geschichte
Teile der Strecke wurden schon 1926 für den Verkehr freigegeben. Die Route 2 wurde bereits 1927 als West-Ost-Verbindung zwischen Québec und Nova Scotia geplant. Schon damals sollten damit die wichtigsten Städte in New Brunswick miteinander verbunden werden. Als in den 1950er Jahren der Verlauf eines Highway-Systems durch ganz Kanada hindurch geplant wurde, wurde die Strecke zu diesem System hinzugefügt.